# Куржелевский, Борис Станиславович
Борис Станиславович Куржелевский (1915—1969) — советский хозяйственный деятель, лауреат Сталинской премии 1952 года.

## Биография
Родился 04.02.1915 в Ташкенте.
До призыва на военную службу жил и работал в Ленинграде.
С 23.11.1939 по 03.07.1946 в Армии. Член ВКП(б) с 1940 г. Участник войны, старший инструктор по пропаганде и агитации политотдела 247-й стрелковой дивизии 31 А ЗапФ. Батальонный комиссар, майор.
С ноября 1952 по март 1960 года директор Павлово-Посадского конденсаторного завода. Наладил ритмичную работу предприятия, без сбоев и авралов.
С 1960 г. директор Томилинского электровакуумного завода.
Умер в 1969 г. в Люберцах.

## Награды и звания
- Сталинская премия 3 степени (1952 год; в составе авторского коллектива) — за разработку и организацию массового производства деталей для радиоаппаратуры.
- Орден Красной Звезды (22.09.1942);
- Медаль «За оборону Москвы»;
- Медаль «За победу над Германией в Великой Отечественной войне 1941—1945 гг.».